# Michael Colgrass
Michael Charles Colgrass (* 22. April 1932 in Chicago, Illinois, Vereinigte Staaten; † 2. Juli 2019 in Toronto, Ontario, Kanada) war ein US-amerikanischer, später in Kanada lebender Komponist und Perkussionist.

## Leben
Michael Colgrass sammelte von 1944 bis 1949 erste professionelle musikalische Erfahrungen als Jazz-Schlagzeuger. 1954 schloss er ein Studium an der University of Illinois ab, das auch Kurse bei Darius Milhaud (Aspen Festival) und Lukas Foss (Tanglewood) umfasste. Anschließend spielte er knapp zwei Jahre als Schlagzeuger des Seventh Army Symphony Orchestra in Stuttgart, dann für elf Jahre bei verschiedenen Ensembles in New York, darunter den New Yorker Philharmonikern, mit Dizzy Gillespie und mit dem Columbia Symphony Orchestra in der Aufnahmereihe Stravinsky Conducts Stravinsky. In diese Phase fielen weitere Kompositionsstudien bei Wallingford Riegger und Ben Weber, außerdem musikalische Zusammenarbeiten u. a. mit Gunther Schuller (Perceptions, 1961), Orchestra U. S. A., John Cage, Elliott Carter und Edgar Varèse, für die er die Perkussionistengruppe organisierte (und selbst mitspielte).
Michael Colgrass, gefördert unter anderem durch zwei Guggenheim-Stipendien, erhielt Kompositionsaufträge zahlreicher, vorwiegend amerikanischer Orchester und Ensembles, darunter der New Yorker Philharmoniker und des Boston Symphony Orchestra. 1978 gewann er mit der Komposition Déjà vu für Schlagzeug und Orchester den Pulitzer Prize for Music.
Der später in Toronto ansässige Michael Colgrass war auch musikpädagogisch aktiv. 2010 erschienen seine autobiographischen Erinnerungen Adventures of an American Composer.

## Werk
Das kompositorische Werk von Colgrass umfasst Bühnenwerke (darunter Virgil's Dream, 1967), Vokalwerke und Instrumentalwerke unterschiedlicher Besetzung, vielfach mit Schlagzeug, bei deren Uraufführungen er teils selbst als Solist mitwirkte.
Die in den 1950er- und frühen 1960er-Jahren entstandenen Kompositionen nutzen serielle Techniken, beeinflusst durch seine Lehrer Riegger und Weber. Mitte der 1960er-Jahre löste sich Colgrass vom Serialismus. Viele seiner Werke zeigen Einflüsse des Jazz, in späteren Arbeiten dient auch musikalisches Material früherer Komponisten als Ausgangspunkt für thematische Verarbeitungen, etwa in den Orchesterwerken Letter from Mozart (1976) und The Schubert Birds (1989).
Zusammen mit dem Perkussionisten Al Payson erfand Colgrass in den frühen 1960er Jahren die Rototoms, die dann später von der Firma Remo weiterentwickelt wurden.